# Erzbistum Danzig
Das Erzbistum Danzig (lateinisch Archidioecesis Gedanensis, polnisch Archidiecezja gdańska) der römisch-katholischen Kirche in Polen umfasst Gebiete im Norden Polens und erstreckt sich von der Weichselmündung bis nach Pommerellen.

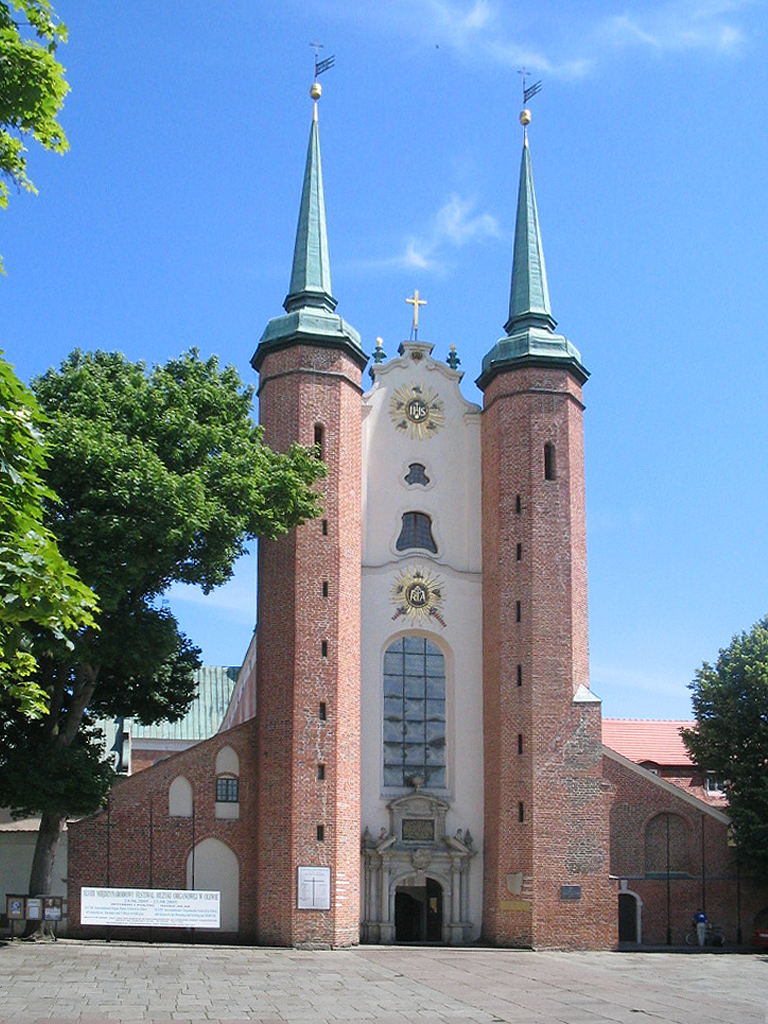
Kathedrale St. Trinitatis (Dom zu Oliva)

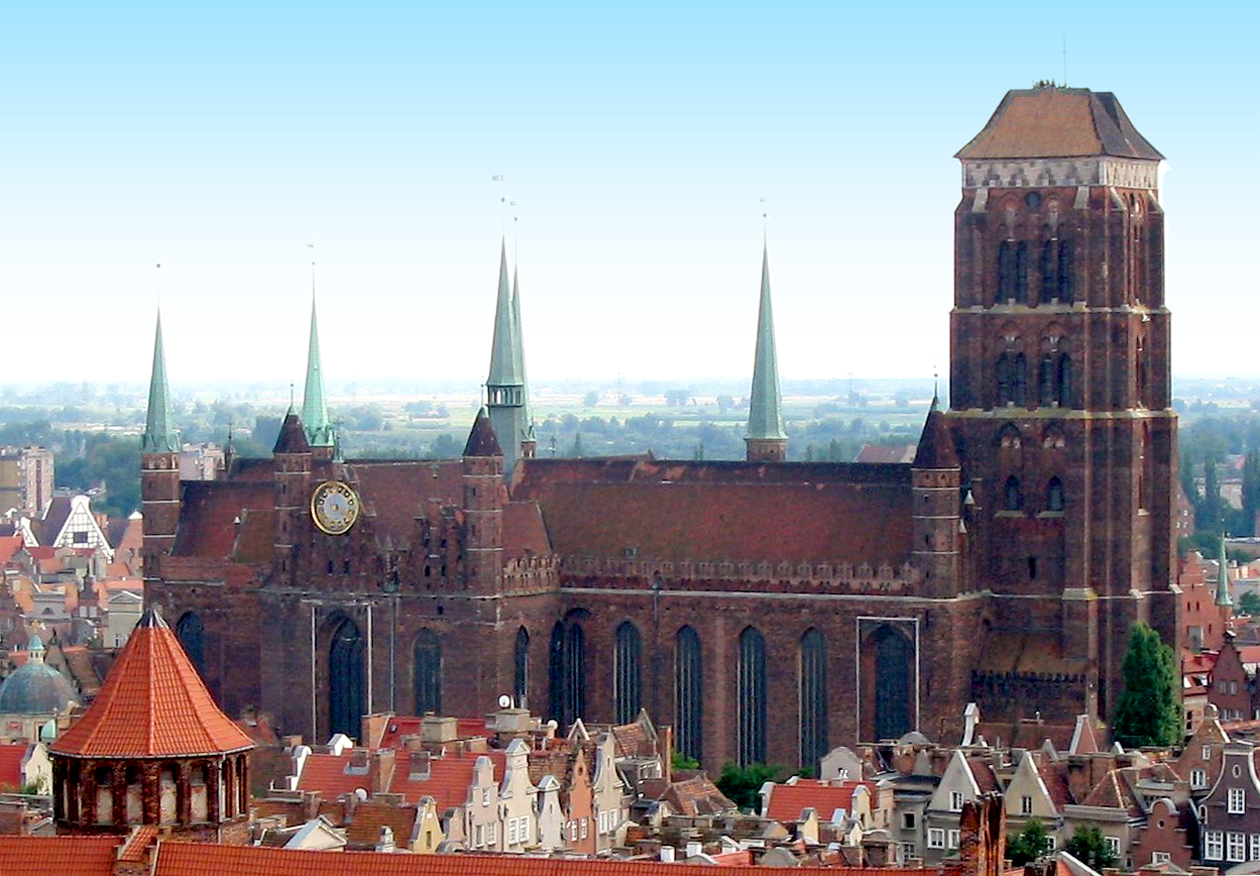
Konkathedrale Marienkirche (Danzig)

## Geschichte
Durch den Frieden von Versailles kam es 1920 im Raum Danzig zu größeren Verschiebungen der Staatsgrenzen. Westpreußen fiel an den wiedererstandenen polnischen Staat und Danzig, das ebenfalls von Deutschland abgetrennt wurde, erhielt als Freie Stadt Danzig den Status eines Freistaats unter dem Schutz des Völkerbundes. Im vorher für Danzig zuständigen Culm amtierten im 19. Jahrhundert häufig des Polnischen mächtige Bischöfe, die aus Pommerellen stammten. Der Freistaat Danzig wünschte einen einheimischen Bischof. Der Heilige Stuhl trug den neuen Staatsgrenzen Rechnung, indem 1922 die katholischen Pfarreien im Gebiet des Freistaats Danzig als Apostolische Administratur aus dem Bistum Culm, Sitz Pelplin, ausgegliedert wurden. 1925 wurde diese zur Diözese erhoben und Rom direkt unterstellt. Erster Bischof wurde jedoch Graf Eduard O’Rourke. Der aus heutigen Weißrussland stammende und langjährig im Baltikum tätige Adelige mit irischen und polnischen Wurzeln wurde national neutral betrachtet, was aus Sicht Roms dazu beitragen sollte, den Nationalitätenstreit zwischen Deutschen und Polen aus der Kirche fernzuhalten. Dies ist nur im begrenzten Maße gelungen.
Im Mai 1933 gewannen die Nationalsozialisten die Wahl zum Danziger Volkstag und hatten fortan die absolute Mehrheit im Parlament. Sie versuchten unmittelbar danach Druck auf die katholische Kirche auszuüben und deren Rechte einzuschränken. Zu den Danziger Katholiken kamen wegen des Vertrags von Versailles viele neu eingesetzte Polen. Der polnische Zoll, die Polnischen Staatsbahnen, das polnische Postamt in der Innenstadt, das Munitionslager auf der Westerplatte sowie die pflichtige Außenvertretung Danzigs durch polnischen Außenministerium brachten alle Einfluss der polnischen Behörden in die Handelsstadt und in die Umgegend. Somit wurden selbst die Katholiken gespalten, so dass ihr Widerstand von vornherein schwach war. Bischof O’Rourke selbst war ziemlich isoliert, daneben gab es dem Zentrum nahestehende gleichwohl deutschnationale Katholiken, Sympathisanten der Nazis und natürlich die polnische Minderheit. 1935 wurde die zweite Diözesansynode abgehalten, auf der unter anderem die Errichtung polnischer Nationalpfarreien kontrovers diskutiert wurde. Der Bischof setzte seinen diesbezüglichen Plan 1937 trotzdem um, was zu wütendem Widerstand des Danziger Senats und auch vieler deutscher Katholiken führte. 1938 ergab sich O’Rourke dem Druck und legte sein Bischofsamt nieder. Nachfolger wurde Carl Maria Splett, nachdem die Danziger Regierung den polnischen Kandidaten des Vatikans Franz Sawicki abgelehnt und seine Verhaftung angedroht hatte.
Bereits am ersten Tag des Zweiten Weltkriegs wurden in Danzig katholische Priester deutscher und polnischer Herkunft gefangen genommen. Die jüngeren wurden zum Aufbau des KZ Stutthof gezwungen, ältere leisteten Aufräumungsarbeiten auf der zerstörten Westerplatte. Die Bedingungen für die katholische Kirche verschlechterten sich sofort. Zuerst wurden die muttersprachlichen Gesänge und Predigten (während des sonst vollständig lateinischen Ritus der Messe) für die polnische Minderheit der Stadt Danzig verboten. Dann wurden die römisch-katholischen Schulen verstaatlicht. Auf Befehl der Gestapo musste Bischof Splett 1941 sogar die Beichte in polnischer Sprache untersagen.
Am 13. Juni 1999 hat Papst Johannes Paul II. auf dem Piłsudski-Platz in Warschau 108 polnische Märtyrer der deutschen nationalsozialistischen Verfolgung seliggesprochen. Unter ihnen waren die drei Danziger Geistlichen Marian Górecki, Bronisław Komorowski und Franciszek Rogaczewski.
1945 fiel das Gebiet der Diözese Danzig nach den Beschlüssen des Potsdamer Abkommens an Polen. Bischof Splett, der nicht geflohen war, wurde verhaftet. Die polnischen Kommunisten ließen den deutschen Bischof 1946 in einem Schauprozess wegen polenfeindlichen Verhaltens zu einer langen Gefängnisstrafe verurteilen. Nach acht Jahren konnte er jedoch in die Bundesrepublik ausreisen. Splett behielt aber selber – mit Unterstützung des Hl. Stuhles – Titel des Diözesanbischofs, was zu Spannungen zwischen Polen und dem Vatikan führte. Vor seinem Tod gab es in Danzig bis 1951 nur einen polnischen Apostolischen Administrator, danach wurde ein polnischer Koadjutor Edmund Nowicki vom Papst ernannt, faktisch blieb er jedoch 1951-1956 durch einen Kapitularvikar ersetzt, und bis 1956 konnte er selbst wegen des Widerstands der Regierung keine Macht übernehmen. 
In den 1960er Jahren wurden die Grenzen des Bistums Danzig den neuen seelsorglichen Erfordernissen angepasst und sein Gebiet zu Lasten des Bistums Culm weit ins Umland hinein erweitert. 1964 wurde Edmund Nowicki zum ersten polnischstämmigen Diözesanbischof nach dem Krieg erhoben. 1972 wurde das Bistum der Kirchenprovinz Gnesen zugeordnet.
Mitte der 1980er Jahre wurde erstmals eine Messe auf Kaschubisch abgehalten. 2007 und in den folgenden Jahren gab es solche in etwa 20 Pfarreien regelmäßig.
Mit der Neu- und Umstrukturierung der katholischen Kirche in Polen durch die am 25. März 1992 von Papst Johannes Paul II. verfügte Apostolische Konstitution Totus Tuus Poloniae Populus wurde die polnische Diözese Danzig zur Erzdiözese erhoben.

## Persönlichkeiten

### Generalvikare
- Anton Sawatzki (1926–1934)
- Magnus Bruski (1934–1938)
- Frank Jank (Juni bis August 1945)
- Bernard Polzin (1957–1991)
- Wiesław Zygmunt Lauer (1992-)[3]
- Stanisław Bogdanowicz (2008/2009–2020)

### Blutzeugen der Diözese Danzig

Gedenktafel für die Danziger Märtyrer in der Marienkapelle Söder

Elf Geistliche aus dem Bistum Danzig wurden zwischen 1939 und 1944 Opfer der nationalsozialistischen Diktatur und starben eines gewaltsamen Todes. Es waren die Pfarrer Dekan Johannes Aeltermann, Bruno Binnebesel, Ernst Karbaum, Bronisław Komorowski, Franciszek Rogaczewski, Bernhard von Wiecki und Robert Wohlfeil; die Vikare Walter Hoeft und Jerzy Majewski und die Geistlichen Religionslehrer Marian Górecki und Władysław Szymanski. Sieben von ihnen starben in den Konzentrationslagern Dachau, Sachsenhausen und Stutthof. Eine Gedenktafel an der Marienkapelle in Söder bei Hildesheim erinnert an diese elf Geistlichen.
- Johannes Aeltermann, 1939 erschossen
- Bruno Binnebesel, 1944 gehenkt
- Marian Górecki, 1940 erschossen, 1999 Seligsprechung
- Walter Hoeft, 1939 erschossen
- Ernst Karbaum, 1940 umgekommen
- Bronisław Komorowski, 1940 erschossen, 1999 Seligsprechung
- Jerzy Majewski, 1942 umgekommen
- Franciszek Rogaczewski, 1940 erschossen, 1999 Seligsprechung
- Władysław Szymanski, 1940 erschossen
- Bernhard von Wiecki, 1940 erschossen
- Robert Wohlfeil, 1940 umgekommen[4]

| Art der Verfolgung         | Fälle |
| -------------------------- | ----- |
| Berufliche Diskriminierung | 12    |
| Schulverbot                | 02    |
| Ausweisung                 | 10    |
| Ermittlungsmaßnahmen       | 21    |
| Verhör                     | 13    |
| Verwarnung                 | 03    |
| Verfahren                  | 09    |
| Terror                     | 27    |
| Geldstrafen                | 07    |
| Freiheitsstrafen           | 28    |
| KZ                         | 14    |
| Dort verstorben            | 09    |
| Sonst verstorben           | 03    |
| Summe                      | 1490  |

| Jahr der Verfolgung | Fälle |
| ------------------- | ----- |
| 1933                | 25    |
| 1934                | 02    |
| 1935                | 06    |
| 1936                | 01    |
| 1937                | 06    |
| 1938                | 13    |
| 1939                | 36    |
| 1940                | 21    |
| 1941                | 09    |
| 1942                | 06    |
| 1943                | 08    |
| 1944                | 12    |
| 1945                | 01    |
| Unbekannt           | 03    |